# Xilitla
Xilitla is een stad in de Mexicaanse deelstaat San Luis Potosí. Xilitlaheeft 6.001 inwoners (census 2005) en is de hoofdplaats van de gemeente Xilitla.
Xilitla is gelegen in de Huasteca, bekend om haar natuurschoon, en een groot gedeelte van de inwoners van Xilitla en omgeving bestaat uit Huasteken en Nahua. De relatief geïsoleerde ligging van Xilitla heeft ervoor gezorgd dat de inwoners nog sterk hun traditionele levensstijl hebben weten te handhaven.
Xilitla was de woonplaats van de Britse excentriekeling Edward James. Nadat diens orchideeënverzameling door onverwachte sneeuwval verloren was gegaan, verlegde hij zijn interesse naar de architectuur, en besloot hij over te gaan tot het bouwen van het bizarre surrealistische landhuis Las Pozas, dat vol zit met merkwaardige vormen, doodlopende gangen, zinloze kamers en trappen die nergens naar leiden.